# 佳里青風會

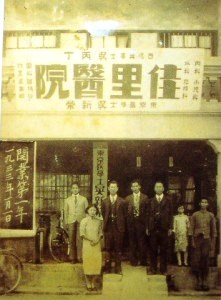
1933年吳新榮醫師等於佳里醫院前

佳里青風會為1932年吳新榮從日本返臺後成立的組織，成員以當地年輕人居絕大多數。

## 成立動機與性質

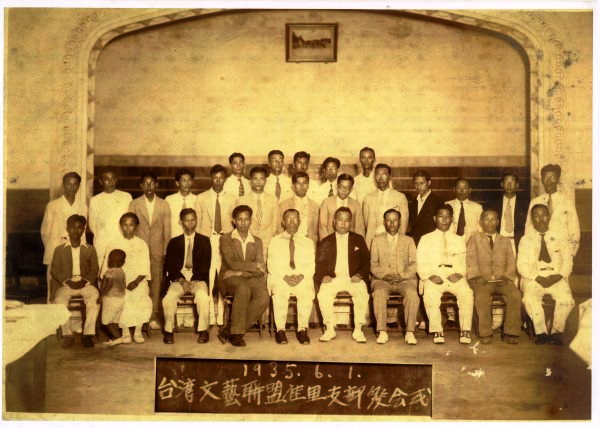
1935年台灣文藝聯盟佳里支部會式，坐者左起張深切、葉陶（兩人中間小孩為楊逵長子楊資崩）、○○○、石錫純、林茂生、王烏硈、○○○、毛昭癸、○○○、吳乃占。立者前排右起吳新榮、王登山、○○○、○○○、吳萱草、王詩琅、郭水潭、○○○、曾對、○○○、鄭國津、○○○、黃清澤。立者後排右起林精鏐（後改名林芳年）、徐清吉、○○○、郭維鐘、葉向榮。以上係香雨書院創辦人淨慧居士綜合楊建、羊子喬、吳南圖、郭昇平四人指認並參照吳新榮、郭水潭當年6月1日日記整理。打○○○者係四人均無法指認。日記上列名，但不在上述指認名單者尚有黃大賓、郭丙寅、黃平堅、陳桃琴等，郭維鐘則來自其孫女郭晏緹之指認。

該組織的性質，據成員之一林芳年的說法，該組識「完全沒有任何的政治色彩」，「僅由吳新榮提供同仁們談話場，及鼓勵青年們的讀書風氣而已」。然而，主事者吳新榮卻在1933年9月10日的個人日記內容，透露當初籌組該會的最初構想，以及成立以後該會應該發展的方向。
組織「佳里青風會」的最初構想方面，吳新榮提到：「在往診途中，想要組識一個社交構關，……：一、號做土曜會。二、交換社會的知識。三、養成獨特的氣氛。四、獲得郡下的知識青年。五、在每土曜開座談會。六、在座談會各會員都發表一問題，使各會員批評討論。七、問題不拘如何，凡其週間所發生的社會上一切的事情都可以。八、會的存在在可能範圍內，不使他人所知。」
至於成立以後該會應該發展的方向，吳新榮則在他的回憶錄(名為：吳新榮回憶錄)以第三人稱的口吻敘述自己當初組織該會的意圖，以及對該會的明確定位，他說：「……他竟決意糾合同志來領導，團結同胞來鬥爭。在這高度帝國主義統治的殖民地，唯一的出路只有非政治性的文工作這一條而已。所以他呼籲東京里門出身的同志為中心，並求這地方的進步青年來合作，組織一個『青風會』。青風會以鼓勵文藝思想並做社交機關為主旨，以交換社會智識，養成青年風氣，建設文化生活，嚮導知識分子為目的。這是初期社會運動的一個原始形態，但在這個農村地方卻是一開天地以來的組織了。……」。
1933年10月5日，吳新榮起草青風會會則八章九則，定該會宗旨為：「交換社會一般的智識，養成青年獨特的氣質；建設合理的文化生活；嚮導郡下的知識階級」。10月7日青風會「規約完全決議成立」，吳新榮以為這樣的組織在北門郡是前所未有的。

## 該會的成員
當時參加「青風會」的地方青年有郡役所(區署)、街庄役場(鄉鎮公所)、信用組合(農會)之台灣人公務人員等，總共有吳新榮、郭水潭、鄭國津、徐清吉、陳培初、黃清澤、黃作仁、陳其和、葉向榮、陳長發、陳清汗、陳天扶這十二人。他們不僅有年輕人的熱情和農民的樸實堅毅，而且富有反功利的思想和進取性的行動，這些共同的性格，形成鹽分地帶社團的特色。主事者吳新榮則平時開放自宅供知識青年閱讀、討論、活動。關於該會成員，還有另一種說法，那就是該會成員有十五人，有：王登山、陳培初、鄭國津、葉向榮、黃清澤、林精鏐、莊培初、黃炭、曾對、黃平堅、郭維鐘、陳挑琴。

## 該會的成立宣言
1933年11月8日，吳新榮等青風會成員發佈成立宣言，宣言內容如下：
- 農民以其簡單的鋤頭建設他們樸實的文化，軍人以其犀利之劍贏得他們鬥爭的文化，而所謂「知識份子」怎樣？看看他們蒼白的臉吧！
- 戴眼鏡的他們底眼睛，總是映著黃金的影像，會巴結的他們的嘴只顧忙於阿諛。他們的低級趣味，他們扭曲的個性，一般說來，是和文化人無緣的。是的！他們連那純真的熱情都已忘記。他們也放棄那明朗的生活，而且他們想都不想把握住更健康的生活。不但這樣，他們只專心於因循苟且的行事。於此，我們就不能不站起來。當然我們深知我們的無力和沒經驗，然而我們也要知道擁有青春和熱誠，光輝的未來是屬於我們青年的。
- 同志喲！從厭世的人生觀之夢醒來，走向建設的社會觀吧！從宿命論的空想衝向辯証法的實際吧！悲歌哀曲和過去一趣埋葬吧！等待著我們的只有歡悅的聲音，生活的韻律。
- 那麼同志們喲！我們不能不依靠知識的交換，提升我們教養的水平。我們為要活得像個人，要求文化的恩惠，而我們佳里青風會將要為它行動。
- 不論任何人，任何團體，如果同意我們的主張的，我們會很高興和他們握手，喜歡接受其指導。不過，如有反對的，我們會勇敢應戰，不辭成為他們的好對手。
- 我們還要說：我們要排斥那排他性的民族偏見，我們不參與那無謀的政治策略，我們也不介意一切惡意的煽動家，我們對任何無理的妨害，決不讓我們的志氣屈服。
- 青生的風是和平的景象，青春的風度，是進步的氣象，建設性的霸氣！那些不久將會以佳里為中擴大到全部。[8]

## 結束及其影響
青風會存在時間極為短暫，成員之間的鬥毆爭吵與日警的監視，是其解散原因。昭和8年(民國22年，西元1933年)12月20日為慶祝佳里升格為「街」，青風會會友數人聚飲於第一樓，宴會即將結束的時候，黃清澤與黃老得卻互毆成傷。日警監視與這件事讓吳新榮感嘆不已，在當天日記寫下：「嗚呼！這是青風的喪鐘嗎？歸後大思，青風會必要解散，而後再召集優秀的人才研究文藝。」之後，他在22日的日記中，記下他對該會的反省，認為該會會員不能貫徹主旨、工作一寸都無進行、會員對會極無誠意、會員的腐化絕了語言、現在的會員的教養，難期會的發展。儘管存在時間極短，只維持兩個多月就解散，對文壇的影響極為有限，但是已在鹽分地帶凝聚成一個青年派系，「佳里青風會」當中不少成員日後加入「台灣文藝聯盟佳里支部」。

## 對該會的悼念
吳新榮在1933年12月31日寫下〈弔青風〉這首詩，詩的全文如下所示：
- 青風喲 / 哀悼你 / 是等於數著死兒年齡嗎？/ 不，不！
- 清白風光之夜 / 涼風徐徐的庭院裡 / 把你底名字 / 第一次叫做青風
- 甦醒的我們底希望 / 因你而輝耀 / 燃起的我們底熱情 / 在你的蔭翳裡飄香
- 響在工作場上生命的旋律 / 追尋人生的衝動 / 青風喲 / 你漩流在成長的喜悅
- 健康底使命的把握 / 明朗底生活的建設 / 青風喲 / 你是我們鬥爭的原動力！
- 青色的風是和平的景象 / 縱使荒野裡暴風不絕 / 人類最高的理想喲 / 願你永遠有榮耀
- 青色的風是清新的風氣 / 縱使舊習重壓沉沉 / 我們的年輕就是力量 / 我們的抱負就是抗議
- 然而青風喲 / 金唐殿裡的弔鐘悲切 / 紅梯樓上的警笛不絕 / 啊！宿命的日子已接近
- 啊！你短促的存在 / 是我們永久的宿緣 / 你悲壯的死 / 讓我們重新發誓
- 青風喲憎恨吧 / 憎慨忘記誠實的廢物 / 同志喲請想起 / 想起唱到最後的青春曲！[10]

## 相關詞條
- 吳新榮
- 郭水潭
- 台灣文藝聯盟佳里支部
- 鹽分地帶